# Topologia ilorazowa
Topologia ilorazowa – w topologii, dziale matematyki, najbogatsza topologia określona na zbiorze ilorazowym, wyznaczonym przez relację równoważności określoną na danej przestrzeni topologicznej, względem której odwzorowanie ilorazowe jest ciągłe. Szczególne przypadki topologii ilorazowych badali jako pierwsi Robert Lee Moore oraz Paweł Aleksandrow.

## Definicje
Niech {\displaystyle (X,\tau )} będzie przestrzenią topologiczną, zaś {\displaystyle \sim } oznacza pewną relację równoważności określoną na {\displaystyle X.} Niech {\displaystyle \pi \colon X\to X/_{\sim }} oznacza odwzorowanie ilorazowe zbioru {\displaystyle X} w zbiór ilorazowy {\displaystyle X/_{\sim }} dane wzorem {\displaystyle x\mapsto [x]_{\sim }} nazywane też naturalnym przekształceniem ilorazowym bądź krótko przekształceniem naturalnym.
Rodzinę zbiorów
{\displaystyle \tau /_{\sim }={\big \{}U\subseteq X/_{\sim }\colon \pi ^{-1}(U)\in \tau {\big \}},}
tworzącą topologię w zbiorze {\displaystyle X/_{\sim },} nazywa się topologią ilorazową przestrzeni {\displaystyle (X,\tau )} względem relacji {\displaystyle \sim ,} z kolei zbiór {\displaystyle X/_{\sim }} z topologią ilorazową {\displaystyle \tau /_{\sim }} nazywa się przestrzenią ilorazową {\displaystyle (X/_{\sim },\tau /_{\sim }).}
Jeżeli {\displaystyle A\subseteq X} oraz relacja {\displaystyle \sim } utożsamia ze sobą punkty zbioru {\displaystyle A,} tzn. {\displaystyle x,y\in X} jest {\displaystyle x\sim y\iff x=y\lor x,y\in A,} to przestrzeń ilorazową {\displaystyle X/_{\sim }} nazywa się przestrzenią otrzymaną z {\displaystyle X} przez sklejenie zbioru {\displaystyle A} do punktu i oznacza symbolem {\displaystyle X/A.}

## Własności
Niech {\displaystyle X} i {\displaystyle Y} będą przestrzeniami topologicznymi oraz {\displaystyle \sim } będzie relacją równoważności w zbiorze {\displaystyle X.} Wówczas
- zbiór {\displaystyle F} jest domknięty w przestrzeni ilorazowej {\displaystyle X/_{\sim }} wtedy i tylko wtedy, gdy {\displaystyle \pi ^{-1}(F)} jest domkniętym podzbiorem {\displaystyle X;}
- przekształcenie {\displaystyle f\colon X/_{\sim }\to Y} jest ciągłe wtedy i tylko wtedy, gdy złożenie {\displaystyle f\circ \pi \colon X\to Y} jest ciągłe;
- jeżeli {\displaystyle X} i {\displaystyle Y} są przestrzeniami Hausdorffa, zaś {\displaystyle g\colon X\to Y} takim ciągłym i odwzorowaniem „na”, że {\displaystyle g(x)=g(y)\iff x\sim y} oraz dla pewnego zbioru zwartego {\displaystyle K\subseteq X} jest {\displaystyle \pi (K)=X/_{\sim },} to odwzorowanie {\displaystyle f\colon X/_{\sim }\to Y} dane wzorem {\displaystyle f([x]_{\sim })=g(x)} jest homeomorfizmem.

Jeżeli {\displaystyle A} jest domkniętym podzbiorem zwartej podprzestrzeni {\displaystyle X} przestrzeni euklidesowej {\displaystyle \mathbb {R} ^{n},} to przestrzeń {\displaystyle X/A} można zanurzyć w {\displaystyle \mathbb {R} ^{n+1};} bez założenia o zwartości można wskazać takie zbiory {\displaystyle X} oraz {\displaystyle A,} dla których przestrzeń {\displaystyle X/A} jest niemetryzowalna.

## Przykłady
Przestrzeń ilorazowa {\displaystyle \mathbb {R} /\mathbb {Z} } określona na prosta rzeczywistej {\displaystyle \mathbb {R} } (z naturalną topologią euklidesową) i rozumiana jako grupa ilorazowa grupy liczb rzeczywistych {\displaystyle \mathbb {R} } przez podgrupę liczb całkowitych {\displaystyle \mathbb {Z} } jest tożsama z przestrzenią {\displaystyle \mathbb {R} /_{\backsim }} wyznaczoną przez relację równoważności {\displaystyle \backsim } zdefiniowaną dla dowolnych {\displaystyle a,b\in \mathbb {R} } warunkiem {\displaystyle a\backsim b\iff a-b\in \mathbb {Z} .} Jest ona homeomorficzna z okręgiem jednostkowym {\displaystyle {\mathcal {S}}^{1}} na płaszczyźnie euklidesowej.
Przestrzeń ilorazowa {\displaystyle \mathbb {R} /\mathbf {Z} } określona na {\displaystyle \mathbb {R} } (z topologią jw.) poprzez sklejenie podzbioru liczb całkowitych {\displaystyle \mathbf {Z} } jest różna od wyżej opisanej przestrzeni {\displaystyle \mathbb {R} /\mathbb {Z} {:}} przestrzeń ta jest homeomorficzna z nieskończonym bukietem okręgów sklejonych w pojedynczym punkcie i powstaje z wykorzystaniem relacji równoważności {\displaystyle \sim } zdefiniowanej dla dowolnych {\displaystyle x,y\in \mathbb {R} } warunkiem {\displaystyle x\sim y\iff x=y\lor x,y\in \mathbf {Z} .}